# Копытов (Ровненская область)
Копытов (укр. Копитів) — село в Корецкой городской общине Ровненского района Ровненской области Украины.
До 2020 года входило в Корецкий район.
Население по переписи 2001 года составляло 330 человек. Почтовый индекс — 34745. Телефонный код — 3651.